# Congested Districts Board for Ireland

Drapeau du Congested Districts Board, 1907-1916

Drapeau du Congested Districts Board, 1893-1907

Le Congested Districts Board for Ireland a été créé par The Rt. Hon. AJ Balfour, PC, membre du parlement et secrétaire en chef, en 1891 pour soulager la pauvreté et réduire les conditions de vie congestionnées dans l'ouest et certaines parties du nord-ouest de l'Irlande. 
William Lawson Micks a travaillé avec le Congested Districts Board (CDB) pendant toute la durée de son existence, d'abord en tant que secrétaire et à partir de 1909 en tant que membre. Le conseil a été dissous en 1923 par le nouveau gouvernement de l'État libre d'Irlande, et son personnel a été absorbé par la Commission foncière irlandaise lorsque ses fonctions ont été assumées par le ministère des Pêches et des Industries rurales. 
Le CDB faisait partie de la politique conservatrice de syndicalisme constructif et s'était donné pour mission de « tuer le Home Rule avec gentillesse ». Son but était de réduire la pauvreté en payant des travaux publics, tels que la construction de jetées pour les petits ports sur la côte ouest, pour aider la pêche, moderniser les méthodes agricoles ou parrainer des usines locales pour donner des emplois et arrêter l'émigration depuis l'Irlande. Dans les îles d'Aran, une industrie du tricot a été créée qui, à ce jour, fournit des tricots d'Aran sur une base commerciale en utilisant des tricoteurs et des designers locaux qualifiés. Les régions sous l'autorité du Conseil étaient des zones où l'évaluation imposable était inférieure à 30 shillings. L'ensemble de la zone ainsi classée s'élevait à 3 500 000 acres (14 163,99747 km2) en 1901 avec une population de 550 000 habitants[réf. nécessaire]
Les fonds pour le CDB provenaient de l'Église d'Irlande[réf. nécessaire], mais en 1912, d'autres fonds avaient été alloués et ses actifs totalisaient 530 000 £ (équivalent à 40 millions de £ aux valeurs de 2010).
À la suite de la loi de 1903 sur l'achat de terres (Irlande), la CDB a été autorisée à acheter des terres supplémentaires à de grands domaines pour agrandir les petites exploitations des locataires. En 1909, il a obtenu des pouvoirs d'achat obligatoires et a commencé à redistribuer plus de 1 000 domaines totalisant 2 000 000 acres (8 093,71284 km2).
Il a été vivement critiqué par le nationaliste Frank Hugh O'Donnell en 1908. O'Donnell considérait que le CDB était dirigé par des prêtres catholiques locaux, n'était pas correctement supervisé par le gouvernement britannique et était utilisé pour financer des projets d'église tels que des écoles industrielles où les jeunes travailleurs étaient sous-payés. Il a estimé que le capital prêté à de vraies entreprises serait plus efficace que d'avancer l'argent aux conseils paroissiaux dirigés par des prêtres. Il considéra que les 100 000 £ payés pour construire le St. Eunan's College et la cathédrale St. Eunan et St Columba à Letterkenny étaient un fardeau trop lourd pour ses 2 000 habitants, et constata que le chef du CDB, l'évêque O'Donnell de Raphoe, avait indirectement des subventions appliquées aux bâtiments. 
Un héritage de la CDB était le mouvement coopératif qui a été fondé par Sir Horace Plunkett, qui avait été choqué par ses expériences de travail en tant que membre du premier conseil.
Une grande réussite pour le conseil a été l'agrandissement et l'amélioration des exploitations. Cela impliquait que le conseil achète des terres à de plus grands domaines et agrandisse les propriétés afin de créer des exploitations plus petites et plus efficaces. Le domaine français, près de Ballygar dans le comté de Galway, était le premier achat de terrain du conseil. Le terrain a coûté au conseil 7 600 £, en 1919, le conseil avait dépensé un total de dix millions de livres sur ce terrain. L'amélioration de The Dillion Estate dans les comtés de Galway et de Roscommon est un excellent exemple du travail du Congested Districts Board. En 1899, le conseil a acheté le domaine Dillion de plus de 93 652 acres d'une valeur de 290 000 £, le prix le plus élevé payé par le CDB pour un domaine. La majorité des exploitations de ce domaine avaient un mauvais drainage et les terres pauvres étaient soumises à des inondations constantes. Le conseil a résolu ce problème en investissant dans une opération de drainage à grande échelle qui a également doublé la valeur productive de centaines d'acres à travers les domaines. Ils ont également fait des travaux sur les routes, des clôtures et créé des maisons. Le domaine du baron Ardilaun, le domaine de Lord Bingham, le domaine du marquis de Clanricarde et le domaine du vicomte Dillon figuraient parmi les nombreux domaines achetés par le CDB. 
Le CBD a eu un impact crucial sur l'industrie de la pêche. Le CDB a dépensé plus de 100 000 £ en travaux de construction, y compris des travaux maritimes, par exemple, la construction de ports, de jetées, de routes, de ponts et des travaux de drainage. Ces travaux ont été entrepris pour offrir des installations et des ressources aux pêcheurs, agriculteurs et jardiniers. Le conseil a travaillé avec l'industrie de la pêche en fournissant des instructions sur la fabrication de tonneaux, la fabrication de filets et la construction de bateaux. Le conseil a fourni quatre-vingt-onze bateaux de pêche pontés autour de l'Irlande et vingt-trois de ces bateaux ont été construits sur la côte du Connemara et à Killybegs dans le comté de Donegal. Ces bateaux étaient évalués à 15 000 £ sans filets ni engins.

## Évaluation moderne
L'historien irlandais Joseph Lee dans son livre The Modernization of Irish Society a évalué le CDB dans les termes suivants : "La promesse du Conseil, en bref, a généralement largement dépassé ses performances". Il a souligné que la CDB a investi massivement dans des projets non rentables dans l'ouest de l'Irlande et dans le comté de Donegal à l'ouest de l'Ulster, projets qui ont échoué une fois qu'ils ont cessé d'être subventionnés. En conséquence, le flux d'émigration de l'ouest et du nord-ouest de l'Irlande ne s'est pas converti en migration interne vers l'est plus développé, comme on aurait pu l'espérer.